# Filippi
Filippi (Græsk, Philippoi) var en stor græsk by nordvest for den nærliggende ø, Thasos. Det oprindelige navn var Krenides (Græsk, "Krenides springvand") efter dets etablering af thasiske kolonister i 360/359 f.Kr. Byen blev omdøbt af Filip II af Makedonien i 356 f.Kr. og forladt i 1300 -tallet efter den osmanniske erobring. Den nuværende kommune, Filippoi, ligger nær ruinerne af den gamle by og er en del af regionen Østmakedonien og Thrakien i Kavala, Grækenland. Det blev klassificeret som et UNESCO Verdensarvssted i 2016.

## Historie

### Grundlæggelse
Thasiske kolonister etablerede en bosættelse ved Krenides (hvilket betyder "kilder") i Thrakien i 360/359 f.Kr. nær hovedet ved Det Ægæiske Hav ved foden af Mount Orbelos, nu kaldet Mount Lekani, omkring 13 km nordvest for Kavalla, på marskens nordlige grænse, der i antikken dækkede hele sletten, der adskilte den fra Pangaiobjergene mod syd.  I 356 f.Kr. erobrede kong Filip 2. af Makedonien byen og omdøbte den til Philippi.
De makedonske erobrere af byen havde til formål at tage kontrol over de nærliggende guldminer og etablere en garnison ved en strategisk passage: stedet kontrollerede ruten mellem Amphipolis og Neapolis, en del af den store kongelige rute, der løber øst-vest over Makedonien, og som Den romerske republik rekonstruerede i det 2. århundrede f.Kr. som en del af Via Egnatia . Filip II gav byen vigtige befæstninger, som delvist blokerede passagen mellem sumpen og Mount Orbelos og sendte kolonister til at besætte den. Philip fik også marsken delvis drænet, hvilket forfatteren Theophrastus ( ca. 371- ca. 287 f.Kr.) vidner om. Filippi bevarede sin selvstændighed inden for riget af Makedonien og havde sine egne politiske institutioner (sammenslutning af frie borgere). Opdagelsen af nye guldminer nær byen, ved Asyla, bidrog til rigets rigdom, og Philip etablerede møntslagning der. Byen blev fuldt integreret i kongeriget i løbet af de sidste år af regeringstiden (221 til 179 f.Kr.) for Filip V i Makedonien eller Perseus af Makedons regering.
Da romerne ødelagde Antigonid-dynastiet i Makedonien i den tredje makedonske krig (168 f.Kr.), delte de riget i fire separate stater (merider ). Amphipolis (frem for Filippi) blev hovedstad i den østlige makedonske stat.
Næsten intet vides om byen i denne periode, men arkæologiske rester omfatter vægge, det græske teater, grundlaget for et hus under det romerske forum og et lille tempel dedikeret til en heltekult . Dette monument dækker graven til en bestemt Exekestos, er muligvis placeret på agoraen og er dedikeret til κτίστης (ktistēs), byens grundhelt. 

### Romertiden
Byen dukker op igen i kilderne under Befriernes borgerkrig (43-42 f.Kr.), der fulgte efter mordet på Julius Cæsar i 44 f.Kr. Cæsars arvinger Marcus Antonius og Augustus konfronterede styrkerne fra snigmorderne Marcus Junius Brutus og Gaius Cassius Longinus i slaget ved Filippi på sletten vest for byen i løbet af oktober i 42 f.Kr. Antony og Octavian vandt denne sidste kamp mod partisanerne i republikken. De frigjorde nogle af deres veteransoldater, sandsynligvis fraden XXVIII'de Legion, for at kolonisere byen, som blev grundlagt som Colonia Victrix Philippensium . Fra 30 f.Kr. etablerede Augustus sin kontrol over den romerske stat og blev romersk kejser fra 27 f.Kr. Han omorganiserede kolonien og etablerede flere bosættere der, veteraner (muligvis fra Praetorian Guard ) og andre italienere. Byen blev omdøbt til Colonia Iulia Philippensis og derefter Colonia Augusta Iulia Philippensis efter januar 27 f.Kr., da Octavian modtog titlen Augustus fra det romerske senat .

### Tidlig kristen æra
Det Nye Testamente beretter om et besøg i byen af apostelen Paulus under hans anden missionsrejse (sandsynligvis i 49 eller 50 e.Kr.). På grundlag af Apostlenes Gerninger  og brevet til Filipperne  konkluderede de første kristne, at Paulus havde grundlagt deres samfund. Ledsaget af Silas, Timoteus og muligvis af Lukas (forfatteren til Apostlenes Gerninger) menes Paulus at have forkyndt for første gang på europæisk jord i Filippi. Ifølge Det Nye Testamente besøgte Paulus byen ved to andre lejligheder, i 56 og 57. Paulus' Brev til Filipperne stammer fra omkring 61–62 og menes  at vise de umiddelbare virkninger af Paulus instruktion.
Kristendommens udvikling i Philippi er angivet med et brev fra Polycarp of Smyrna adresseret til samfundet i Philippi omkring 160 e.Kr. og ved begravelsesindskrifter.
Den første kirke beskrevet i byen er en lille bygning, der sandsynligvis oprindeligt var et lille bedehus. Denne Paulus-basilika, der er identificeret med en mosaikindskrift på fortovet, er dateret omkring 343 fra en omtale af biskoppen Porphyrios, der deltog i Rådet i Sofia det år.
På trods af at Filippi havde en af de ældste menigheder i Europa, stammer attestation af et bispedømme først fra det 4. århundrede.
Byens velstand i det 5. og 6. århundrede blev tilskrevet  til Paulus og til hans tjeneste.  Som i andre byer,  blev mange nye kirkelige bygninger opført på dette tidspunkt. Syv forskellige kirker blev bygget i Filippi mellem midten af 4. århundrede og slutningen af det 6., hvoraf nogle konkurrerede i størrelse og udsmykning med de smukkeste bygninger i Thessalonica eller med Konstantinopels bygninger. Forholdet mellem planen og den arkitektoniske udsmykning af Basilika B med Hagia Sophia og med Saint Irene i Konstantinopel gav denne kirke et privilegeret sted i historien om den tidlige kristne kunst. Den komplekse katedral, der overtog pladsen for Paulus basilika i slutningen af det 5. århundrede, blev bygget omkring en ottekantet kirke, og konkurrerede også med Konstantinopels kirker.
I samme alder genopførte imperiet byens befæstninger for bedre at kunne forsvare sig mod voksende ustabilitet på Balkan. I 473 belejrede Theodoric Strabos ostrogotiske tropper byen; de undlod at tage den, men brændte de omkringliggende landsbyer ned.

### Byzantinsk æra
Byen, der allerede var svækket af de slaviske invasioner i slutningen af det 6. århundrede - som ødelagde landbrugsøkonomien i Makedonien - og sandsynligvis også af Den justinianske pest i 547, blev byen næsten totalt ødelagt af et jordskælv omkring 619, hvorfra den aldrig kom sig. Der var en lille smule aktivitet der i det 7. århundrede, men byen var nu næppe mere end en landsby.
Det byzantinske rige opretholdt muligvis en garnison der, men i 838 overtog bulgarerne under kavhan Isbul byen og fejrede deres sejr med en monumental indskrift på stylobaten i Basilika B, nu delvist i ruiner. Stedet for Filippi var en så strategisk passage, at byzantinerne forsøgte at generobre det omkring 850. Flere segl fra embedsmænd og andre byzantinske embedsmænd, dateret til første halvdel af det 9. århundrede, beviser tilstedeværelsen af byzantinske hære i byen.
Omkring 969 genopførte kejser Nicephorus 2. Phocas befæstningerne på Akropolis og i en del af byen. Disse bidrog gradvist til at svække Bulgariens magt og til at styrke den byzantinske tilstedeværelse i området. I 1077 genopbyggede biskop Basil Kartzimopoulos en del af forsvaret inde i byen. Byen begyndte at blomstre endnu en gang, som den arabiske geograf Al Idrisi vidner om, som nævner den som et center for forretning og vinproduktion omkring 1150. 
Efter en kort besættelse af frankerne efter det fjerde korstog og erobringen af Konstantinopel i 1204 blev byen erobret af serberne. Alligevel forblev det en bemærkelsesværdig befæstning på ruten til den gamle Via Egnatia; i 1354 blev bejler til den byzantinske trone, Matthew Cantacuzenus, fanget der af serberne.
Byen blev forladt på en ukendt dato. Da den franske rejsende Pierre Belon besøgte området i 1540'erne, var der kun ruiner tilbage, som tyrkerne brugte som stenbrud. Byens navn overlevede - først i en tyrkisk landsby på den nærliggende slette, Philibedjik (Filibecik, "Little Filibe" på tyrkisk), som siden er forsvundet, og derefter i en græsk landsby i bjergene.

## Arkæologisk udgravning af stedet
Den første arkæologiske beskrivelse af byen blev bemærket eller kort beskrevet af rejsende fra 1500-tallet og blev foretaget i 1856 af Perrot, derefter i 1861 af Léon Heuzey og Henri Daumet i deres berømte Mission archéologique de Macédoine. De første udgravninger begyndte først sommeren 1914 og blev hurtigt afbrudt af første verdenskrig . Udgravningerne, udført af École française d'Athènes, blev genoptaget i 1920 og fortsatte indtil 1937. I løbet af denne tid blev det græske teater, forummet, Basilikerne A og B, bade og vægge udgravet. Efter anden verdenskrig vendte græske arkæologer tilbage til stedet. Fra 1958 til 1978 afslørede Société Archéologique, derefter Service Archéologique og University of Thessalonica bispekvarteret og den ottekantede kirke, store private boliger, en ny basilika nær museet og to andre i nekropolen øst for byen.